# Brucknerallee 108 (Mönchengladbach)

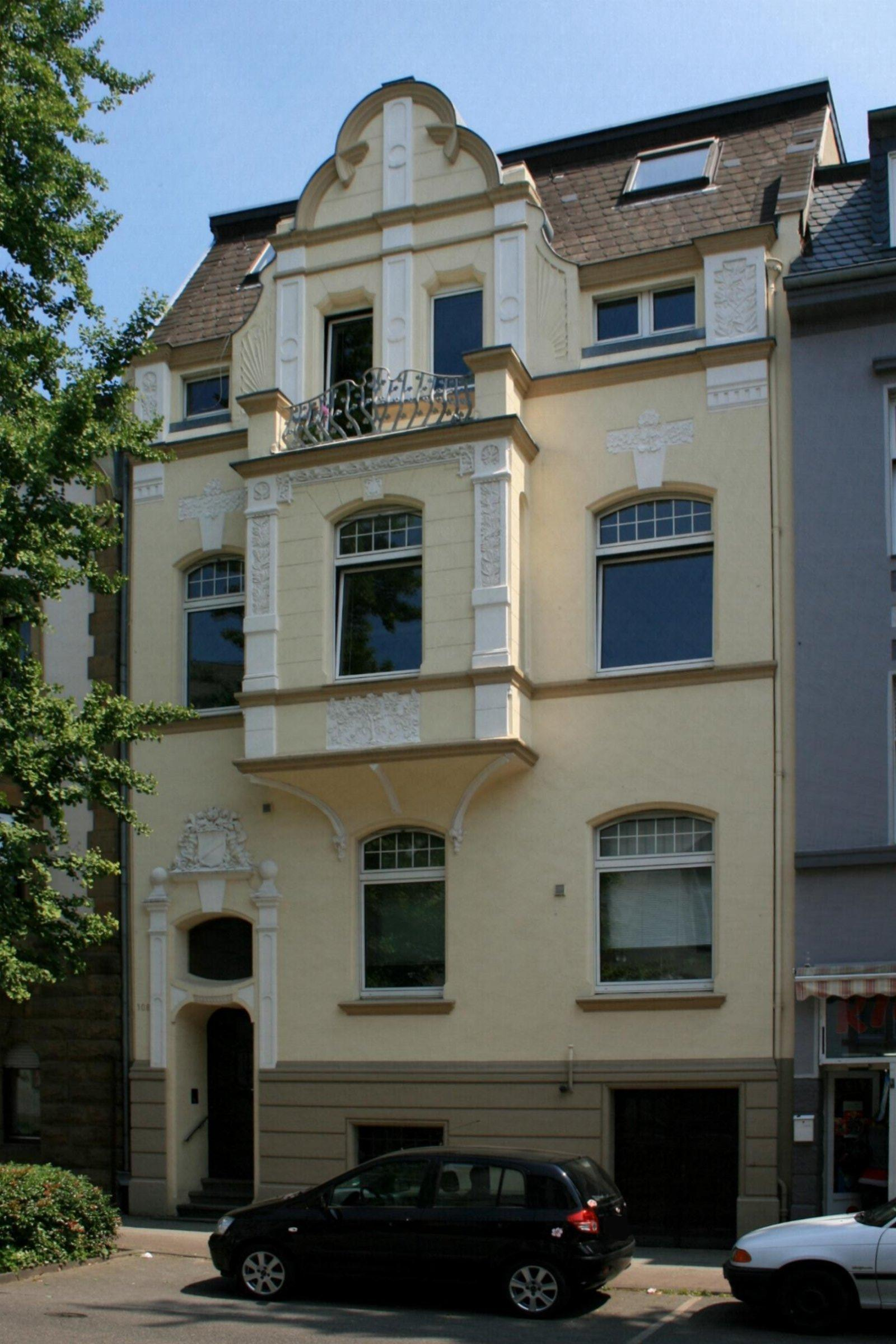
Wohnhaus (2010)

Das Wohnhaus Brucknerallee 108 steht im Stadtteil Rheydt in Mönchengladbach (Nordrhein-Westfalen).
Das Gebäude wurde 1902 erbaut. Es ist unter Nr. B 078 am 6. Mär. 1989 in die Denkmalliste der Stadt Mönchengladbach eingetragen worden.

## Architektur
Dieses bürgerliche Wohnhaus ist als Teil einer beinahe geschlossenen und gut erhaltenen Gruppe (Nr. 94–102, Nr. 108–112, Nr. 118) historistischer Stadthäuser zu betrachten.
Das ursprünglich als Einfamilienhaus konzipierte Gebäude wurde 1902 gegenüber dem Amtsgericht errichtet. Die Fassade des traufenständigen, zweieinhalbgeschossigen, dreiachsigen Hauses ist repräsentativ mit mittig angebrachtem Erker und sich darüber erhebendem Giebel gestaltet. Über einem durch horizontalen Fugenschnitt plastisch hervorgehobenen Sockelgeschoss liegen zwei Vollgeschosse und ein Mezzaningeschoss. Während bei dem Sockel durch die Plastizität das tragende Moment der Unterkonstruktion betont wird, ist die übrige darauf ruhende Fassade glatt verputzt.
Die drei Achsen des Hauses sind von unterschiedlicher Breite. In der schmalsten, linken Achse liegt der in die Fassade eingeschnittene Eingang.